# Anna Alexandrowna Bulawkina-Ontschukowa

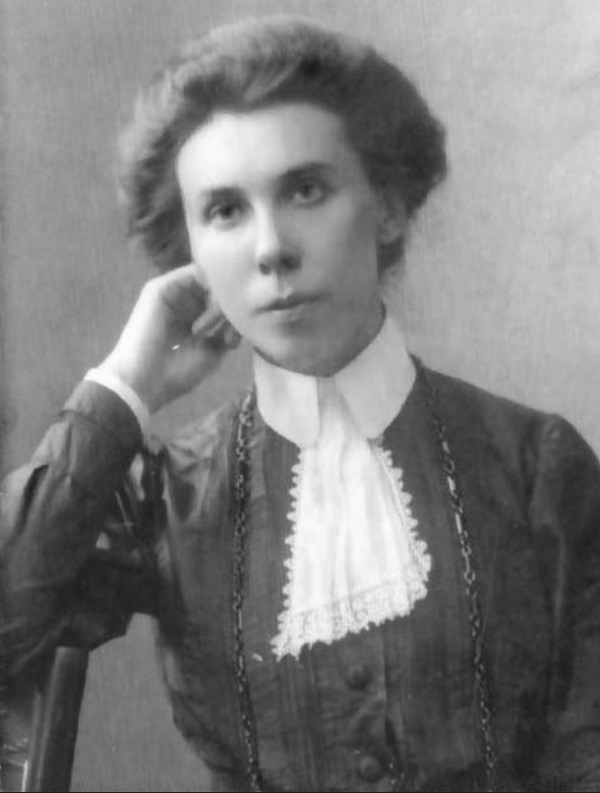
Anna Alexandrowna Bulawkina (1908)

Anna Alexandrowna Bulawkina-Ontschukowa, geboren Bulawkina, (russisch Анна Александровна Булавкина-Ончукова; * 24. Julijul. / 5. August 1882greg. in Reval; † 27. Oktober 1947 in Pensa) war eine russische bzw. sowjetische Botanikerin, Floristin und Hochschullehrerin.

## Leben
Bulawkina stammte aus einer Lehrerfamilie und verwaiste früh. Ihre Mutter starb bei der Geburt, und ihren an Tuberkulose leidenden Vater verlor sie, als sie 12 Jahre alt war. Darauf gab sie notwendigerweise Privatstunden und unterrichtete ab 1899 Russisch, Naturwissenschaft und Geographie an Grundschulen in Reval und dammelte in der Umgebung Pflanzen für ihr erstes Herbarium.
In St. Petersburg begann Bulawkina 1908 das Studium in den Höheren Naturwissenschaftlichen Kursen für Frauen der Baronessa Marija Alexandrowna Lochwitzkaja-Skalon. Zu den Lehrern dort gehörte der Botaniker Wladimir Komarow, der häufig mit Assistenten und Studenten Exkursionen zum Sammeln von Pflanzen zu Studien- und Lehrzwecken durchführte. Bald konnte Bulawkina selbständig solche Expeditionen durchführen. Sie reiste 1910 und 1911 in die Ujesds Achtyrka und Isjum im Gouvernement Charkow und 1912 in die Gouvernements Orenburg und Ufa. Die  Herbarien mit ihren Sammlungen übergab sie dem Botanischen Hauptgarten (sie befinden sich jetzt im Biologischen Institut der Russischen Akademie der Wissenschaften mit Teilen in der Universität St. Petersburg und der Staatlichen Pädagogischen Herzen-Universität St. Petersburg).
Als Teilnehmerin der Chassansee-Expedition Komarows 1913 im Südwesten Wladiwostoks erkundete Bulawkina getrennt von den Gruppen der Expedition die Inseln und den südlichen Teil der Region. Das Ergebnis war ein Herbarium und ein Aufsatz über die dortige Vegetation.
In den Jahren 1914 und 1915 des Ersten Weltkriegs erstellte Bulawkina Herbarien in der Umgebung Moskaus. Ihr Studium in den Höheren Kursen schloss sie 1915 ab und bestand drei Jahre später (nach der Oktoberrevolution) die Prüfungen der physikalisch-mathematischen Kommission der Universität Petrograd mit einem Diplom 1. Klasse.
In den Jahren des Bürgerkriegs wurde Bulawkina 1918 in die Biologische Station Mstinski Most an der Msta im Gouvernement Nowgorod zur Durchführung wissenschaftlicher Arbeiten abkommandiert und führte 1919 Untersuchungen im Gouvernement Twer durch. Sie arbeitete populärwissenschaftlich und führte trotz der völlig ungenügenden Versorgungslage weiter Exkursionen durch. Im Zusammenhang mit den Aktivitäten der Kommission des Studiums der Produktivkräfte der RSFSR der Akademie der Wissenschaften der UdSSR (AN-SSSR) untersuchte sie die Vegetation der bisher wenig erforschten Region Astrachan. Der 1921 erschienene Kommissionsbericht enthielt ihre Ergebnisse für die von ihr festgestellten verschiedenen unterschiedlichen Vegetationsgebiete in der Region Astrachan.
Ab 1922 erforschte Bulawkina bis 1924 die Flora des Gouvernements Tscherepowez (seit 1927 Teil der Oblast Leningrad). Später besuchte sie wieder die Region und untersuchte erstmals dort die Adventivpflanzen und Unkräuter, wobei sie 90 Unkraut-Arten entdeckte, darunter das See-Brachsenkraut. Sie führte dann Feldforschungen in der Oblast Leningrad durch und Sommerpraktika für Studenten der Geographie-Fakultät der Universität Leningrad.
Im April 1929 heiratete Bulawkina den Folkloristen Nikolai Ontschukow (1872–1942). Bald erkrankte er an Paratyphus, sodass sie ihn pflegte und ihn im Sommer 1930 im Rahmen ihrer Herbariumsarbeit mit auf die Krim nahm. Am 1. September 1930 wurde er wegen konterrevolutionärer Aktivitäten und verbotener Literatur verhaftet, und es wurden zwei Manuskripte über Alexander Koltschak gefunden. Am 20. Mai 1931 wurde er zur Verbannung in den Nördlichen Krai verurteilt, wo er nun in Kotlas und Nikolsk lebte. Auf Bitte Bulawkinas beantragte Wladimir Bontsch-Brujewitsch bei Sergei Kirow die Freilassung Ontschukows, worauf dieser am 26. Juli 1932 freigelassen wurde. Im Leningrader Botanischen Garten der AN-SSSR hielt sie von 1933 bis 1935 Botanik-Vorlesungen zur Fortbildung der Gärtner und Gartenarbeiter. An der Universität Leningrad hielt sie 1933 eine Vorlesung über Allgemeine Botanik für Histologie-Studenten des III. Studienjahres.
Nach der Ermordung Sergei Kirows wurde Bulawkina mit ihrem Mann am 1. April 1935 aus Leningrad nach Pensa verbannt. Sie war zunächst ohne Arbeit und Mittel und litt unter ihrer geschwächten Gesundheit. Wladimir Komarow schickte seiner früheren Studentin Geld. Auf Beschluss des Akademischen Rats des Biologischen Instituts der AN-SSSR wurde sie am 25. Mai 1935 ohne Verteidigung einer Dissertation zur Kandidatin der biologischen Wissenschaften promoviert. Sie wurde nun wissenschaftliche Mitarbeiterin des Naturschutzgebiets Kuibyschew (heute Naturschutzgebiet  Schiguljowsk). Sie untersuchte 1936 die Chmelewoi-Schlucht, die ein Teil des Naturschutzgebiets Kuibyschew geworden war. Das neue Naturschutzgebiet Busuluk-Wald untersuchte sie im Sommer 1938.
Am 1. Januar 1939 wurde Bulawkina wissenschaftliche Senior-Mitarbeiterin des Botanischen Gartens Pensa. Sie erstellte weiter Herbarien und veröffentlichte Artikel über die Pflanzen im Botanischen Garten. Am 20. Oktober 1938 wurde ihr Mann wegen antisowjetischer Agitation und Mitgliedschaft in einer konterrevolutionären Gruppe von Kirchenleuten erneut verhaftet und 1940 zu 10 Jahren Freiheitsentzug verurteilt. Er starb am 11. März 1942 in der Isolationsarbeitskolonie (NTK) Nr. 1 des NKWD.
Zusammen mit dem Dendrologen Boris Sazerdotow schrieb sie einen Aufsatz über den Pensaer Botaniker Iwan Sprygin für Sprygins Buch über die Heilpflanzen der Oblast Pensa. Ihr wurde eine Pension der AN-SSSR zuerkannt.

## Ehrungen, Preise
- Medaille „Für heldenmütige Arbeit im Großen Vaterländischen Krieg 1941–1945“ (1946)[2]